# Naum Akhiezer
Naoum Ilitch Akhiezer (en russe : Наум Ильич Ахиезер; 6 mars 1901 (19 mars dans le calendrier grégorien) – 3 juin 1980) est un mathématicien soviétique russe connu pour ses travaux sur la théorie de l'approximation et les opérateurs intégraux et différentiels. Il est le frère du physicien Alexandre Akhiezer.

## Biographie
Naoum Akhiezer est né à Tcherikov , dans le gouvernement de Moguilev (aujourd'hui en Biélorussie). Il a étudié à l'Institut d'éducation publique de Kiev, aujourd'hui Université nationale Taras-Chevtchenko de Kiev où il soutient sa thèse en 1928 sous la direction de Dimitri Grave. Jusqu'en 1933, il travaille à l'Institut polytechnique de Kharkov (en) et à l'Institut d'aviation de Kharkov.
À partir de 1933, il est professeur à l'université de Kharkov. De 1935 à 1940, il est directeur de l'Institut de mathématiques et de mécanique de Kharkov, poste qu'il retrouvera après la Grande Guerre patriotique.
Il a dirigé la Société de mathématiques de Kharkov (en).

## Travaux
Akhiezer a obtenu des résultats marquants en théorie de l'approximation, en théorie des fonctions constructives (en) et pour le problème des moments où il a appliqué les méthodes de l'analyse fonctionnelle et de l'analyse complexe : transformation conforme et surfaces de Riemann,.
Il a établi les relations entre problème inverse et opérateurs différentiels et de différences finies du second ordre comportant un nombre fini de gaps dans le spectre, ainsi que l'inversion du problème de Jacobi pour les opérateurs abéliens.

## Publications
- Ахиезер Н., Штаерман И. К теории квадратичных форм. — К.: Б. и., 1924 (тип. КПИ). — 116-123 с.
- Ахиезер Н. И. Об одной задаче Е. И. Золотарёва / [Соч.] Н. И. Ахиезера. — [Ленинград: [б. и.], 1929]. — 13 с.
- Ахиезер Н. И. О некоторых вопросах теории моментов / Н. И. Ахиезер, М. Г. Крейн. — б.м.: Государственное научно-техническое издательство Украины, 1938. — 255 с.
- Ахиезер Н. И. Лекции по теории аппроксимации. — Москва; Ленинград: Гостехиздат, 1947 (Москва: 16-я тип. треста «Полиграфкнига»). — 323 с.
- Ахиезер Н. И. Элементы теории эллиптических функций. — Москва; Ленинград: Гостехиздат, 1948 (Москва: Образцовая тип.). — 291 с. — (Физико-математическая библиотека инженера).
- Ахиезер Н. И. Лекции по вариационному исчислению. — М.: Гостехиздат, 1955. — 248 с.
- Ахиезер Н. И. Классическая проблема моментов и некоторые вопросы анализа, связанные с нею. — Москва: Физматгиз, 1961. — 310 с.
- Ахиезер Н. И. Лекции по теории аппроксимаций. — М.: Наука, 1965. — 407 с.
- Ахиезер Н. И., Глазман И. М. Теория линейных операторов в гильбертовом пространстве. — М.: Наука, 1966. — 543 с.
- Ахиезер Н. И. Элементы теории эллиптических функций. — М.: Наука, 1970. — 304 с.
- Ахиезер Н. И. Лекции об интегральных преобразованиях. — Х.: Вища школа, 1984. — 120 с.
- Ахиезер Н. И. Избранные труды по теории функций и математической физике. В 2 т. — Харьков: Акта, 2001

## Récompenses
Médaille d'or Tchebychev en 1948.

## Ouvrages

### Analyse
- (en) James Alexander Shohat et Jacob Tamarkin, The Problem of Moments, Providence, AMS, coll. « Mathematical Surveys and Monographs » (no 1), 1943, 144 p. (ISBN 0-8218-1501-6, lire en ligne)
- (en) Akhiezer, N. I. et Krein, M. (trad. du russe par W. Fleming et D. Prill), Some questions in the theory of moments, American Mathematical Society, coll. « Translations of Mathematical Monographs, Vol. 2 », 1962
- (en) Akhiezer, N. I., The classical moment problem and related questions in analysis, Oliver & Boyd, 1965
- (en) Akhiezer, N. I. et Glazman, I. M. (trad. du russe par W. N. Everitt), Theory of linear operators in Hilbert space. Vol. I., Pitman (Advanced Publishing Program), 1981 (ISBN 0-273-08495-X)
- (en) Akhiezer, N. I. (trad. du russe par H. H. McFaden), Lectures on Integral Transforms, Providence (R.I.), American Mathematical Society, 1988, 108 p. (ISBN 0-8218-4524-1)
- (en) Akhiezer, N. I. (trad. du russe par Michael E. Alferieff), The calculus of variations, Chur/London/Paris etc., Harwood Academic Publishers, 1988, 280 p. (ISBN 3-7186-4805-9)
- (en) Akhiezer, N. I. (trad. du russe par H. H. McFaden), Elements of the theory of elliptic functions, Providence (R.I.), American Mathematical Society, 1990, 237 p. (ISBN 0-8218-4532-2)

### Histoire des mathématiques
- (de) Akhiezer, N. I. (trad. du russe par Ralitza K. Kovacheva et Heinz H. Gonska), Das Akademiemitglied S. N. Bernstein und seine Arbeiten zur konstruktiven Funktionentheorie, vol. 240, Mitteilungen aus dem Mathematisches. Seminar Giessen., 2000
- (ru) Akhiezer, N. I. et Petrovskiĭ, I. G., « La contribution de S. N. Bernšteĭn à la théprie des équations différentielles partielles. », Russian Mathematical Surveys (en), vol. 16, no 2,‎ 1961, p. 5-20
- (ru) Akhiezer, N. I., « Sur la théorie spectrale de l'équation de Lamé. », Istoriko-Matematicheskie Issledovaniya, vol. 23,‎ 1978, p. 77-86
- (en) Akhiezer, N. I., Function theory according to Chebyshev., Birkhäuser, 1998